# Buxheim (Unterallgäu járás)
Buxheim település Németországban, azon belül Bajorországban. Lakosainak száma 3261 fő (2023. december 31.).

## Népesség
A település népessége az elmúlt években az alábbi módon változott:
| Lakosok száma | 504  | 1285 | 2735 | 2649 | 3055 | 3123 | 3168 | 3160 | 3268 | 3261 |
|               | 1875 | 1950 | 1975 | 1987 | 2012 | 2014 | 2016 | 2017 | 2021 | 2023 |